# Cincinnati Bengals 1982

La stagione 1982 dei Cincinnati Bengals è stata la 13ª della franchigia nella National Football League, la 15ª complessiva. In una stagione accorciata per uno sciopero di dei giocatori, i Bengals raggiunsero i playoff per il secondo anno consecutivo, un fatto che non si sarebbe più ripetuto per altri trent’anni.
La squadra ebbe un record di ma fu eliminata dai Jets nel primo turno di playoff per 44–17. Questa fu l’unica sconfitta nei playoff dei Bengals al Riverfront Stadium. Ken Anderson guidò la AFC in yard passate per la quarta volta e i Bengals ebbero il secondo miglior attacco della NFL. Forse il momento migliore della stagione fu infliggere ai Raiders futuri campioni l’unica sconfitta della loro annata. 

## Roster
| Roster dei Cincinnati Bengals nel 1982 |
| --- |
| Quarterback - 14 Ken Anderson - 15 Turk Schonert - 12 Jack Thompson Running Back - 46 Pete Johnson - 40 Charles Alexander - 45 Archie Griffin - 23 Rodney Tate Wide Receiver - 80 Cris Collinsworth - 85 Isaac Curtis - 86 Steve Kreider - 81 David Verser Tight End - 89 Dan Ross - 83 M.L. Harris - 82 Rodney Holman Offensive Linemen - 78 Anthony Muñoz T - 65 Max Montoya G - 58 Blair Bush C - 62 Dave Lapham G - 77 Mike Wilson T - 74 Glenn Bujnoch - 60 Blake Moore - 68 Mike Obrovac - 63 Ray Wagner Defensive Linemen - 79 Ross Browner - 73 Eddie Edwards - 76 Glen Collins - 75 Wilson Whitley - 72 Mike St. Clair - 67 Gary Burley - 61 Jerry Boyarsky - 70 Emanuel Weaver Linebacker - 57 Reggie Williams - 53 Bo Harris - 50 Glenn Cameron - 52 Tom Dinkel - 49 Guy Frazier - 55 Jim LeClair - 51 Rick Razzano - 59 Jeff Schuh - 56 Ron Simpkins Defensive Back - 34 Louis Breeden CB - 42 Mike Fuller S - 44 Ray Griffin CB - 27 Bryan Hicks S - 26 Bobby Kemp - 13 Ken Riley - 21 Oliver Davis - 37 Robert Jackson - 25 John Simmons Special Team - 10 Jim Breech K - 87 Pat McInally P |
| Legenda - I rookie sono in corsivo. - Il primo ruolo è il principale mentre gli eventuali successivi indicano i ruoli secondari. - (IR) sta per Injured Reserve ed indica la lista ristretta per un solo giocatore infortunato che può tornare ad allenarsi dopo la settimana 6 e a rientrare in prima squadra dopo che questa ha giocato 8 partite. - (NF-Inj.) / (NF-Ill.) stanno rispettivamente per Non-Football Injured e Non-Football Illness ed indicano le liste dove viene inserito un giocatore che ha un infortunio o una malattia non dipendente dal football americano. - (PUP) sta per Physically Unable to Perform ed indica la lista dove viene inserito un giocatore mentre è in attesa di recuperare la condizione fisica. Nella stagione regolare dopo la sesta partita giocata dalla propria squadra, il giocatore ha tempo tre settimane per riprendere ad allenarsi, più tre settimane aggiuntive dal suo rientro agli allenamenti per rientrare in prima squadra. |

## Calendario
| Stagione regolare      |              |                        |           |        |                      |          |
| Turno                  | Data         | Avversario             | Risultato | Record | Stadio               | Pubblico |
| 1                      | 12 settembre | Houston Oilers         | V 27–6    | 1–0    | Riverfront Stadium   | 52,268   |
| 2                      | 19 settembre | at Pittsburgh Steelers | S 20–26   | 1–1    | Three Rivers Stadium | 53,973   |
| Sciopero dei giocatori |              |                        |           |        |                      |          |
| 3                      | 21 novembre  | at Philadelphia Eagles | V 18–14   | 2–1    | Veterans Stadium     | 65,172   |
| 4                      | 28 novembre  | Los Angeles Raiders    | V 31–17   | 3–1    | Riverfront Stadium   | 53,330   |
| 5                      | 5 dicembre   | at Baltimore Colts     | V 20–17   | 4–1    | Memorial Stadium     | 23,598   |
| 6                      | 12 dicembre  | Cleveland Browns       | V 23–10   | 5–1    | Riverfront Stadium   | 54,305   |
| 7                      | 20 dicembre  | at San Diego Chargers  | S 34–50   | 5–2    | Jack Murphy Stadium  | 51,296   |
| 8                      | 26 dicembre  | Seattle Seahawks       | V 24–10   | 6–2    | Riverfront Stadium   | 55,330   |
| 9                      | 2 gennaio    | at Houston Oilers      | V 35–27   | 7–2    | Astrodome            | 26,522   |

Note
- Gli avversari della propria division sono in grassetto.

### Playoff
| Playoff  |           |                   |           |        |                    |          |
| Turno    | Data      | Avversario        | Risultato | Record | Stadio             | Pubblico |
| Wildcard | 9 gennaio | New York Jets (6) | S 17–44   | 0–1    | Riverfront Stadium | 57,560   |

## Classifiche
| AFC                     |   |   |   |      |     |     |     |
|                         | V | S | P | %    | PF  | PS  | STR |
| Los Angeles Raiders(1)  | 8 | 1 | 0 | .889 | 260 | 200 | V5  |
| Miami Dolphins(2)       | 7 | 2 | 0 | .778 | 198 | 131 | V3  |
| Cincinnati Bengals(3)   | 7 | 2 | 0 | .778 | 232 | 177 | V2  |
| Pittsburgh Steelers(4)  | 6 | 3 | 0 | .667 | 204 | 146 | V2  |
| San Diego Chargers(5)   | 6 | 3 | 0 | .667 | 288 | 221 | S1  |
| New York Jets(6)        | 6 | 3 | 0 | .667 | 245 | 166 | S1  |
| New England Patriots(7) | 5 | 4 | 0 | .556 | 143 | 157 | V1  |
| Cleveland Browns(8)     | 4 | 5 | 0 | .444 | 140 | 182 | S1  |
| Buffalo Bills           | 4 | 5 | 0 | .444 | 150 | 154 | S3  |
| Seattle Seahawks        | 4 | 5 | 0 | .444 | 127 | 147 | V1  |
| Kansas City Chiefs      | 3 | 6 | 0 | .333 | 176 | 184 | V1  |
| Denver Broncos          | 2 | 7 | 0 | .222 | 148 | 226 | S3  |
| Houston Oilers          | 1 | 8 | 0 | .111 | 136 | 245 | S7  |
| Baltimore Colts         | 0 | 8 | 1 | .056 | 113 | 236 | S2  |